# Luis Miguel Castillo Larroca
Luis Miguel Castillo Larroca (Murcia, Región de Murcia, España, 31 de octubre de 1980) es un árbitro de baloncesto español de la liga ACB. Pertenece al Comité de Árbitros de la Región de Murcia.

## Trayectoria
El murciano llegó a la Liga ACB en la temporada 2007-2008.
Fue uno de los elegidos para dirigir encuentros del Eurobasket femenino de Praga, que se celebró entre los días 16 y 25 de junio de 2017 en la República Checa. Castillo, que alcanzó en 2015 la condición de colegiado internacional tras superar con éxito el clínico organizado por FIBA Europe en Konya (Turquía), fue el único árbitro español en la competición.

## Temporadas
| Categoría | País   | Año               |
| --------- | ------ | ----------------- |
| Liga ACB  | España | 2007 - Actualidad |

## Reconocimientos
- Mención Especial Extraordinaria por Mérito Deportivo de la Región de Murcia 2019.[5]